# Karen Pence
Karen Sue Pence z domu Batten (ur. 1 stycznia 1957 w Kansas) – amerykańska pedagog. Druga dama Stanów Zjednoczonych w latach 2017–2021, małżonka 48. wiceprezydenta Stanów Zjednoczonych Mike’a Pence’a.

## Życiorys
Urodziła się jako Karen Sue Batten, córka Julii (z domu Hacker; 1931-2004) oraz Johna Battena (zm. 1988). Dorastała w Broad Ripple Village, w mieście Indianapolis, gdzie ukończyła Bishop Chatard High School. Uczęszczała do Butler University, aby zostać nauczycielką. Zakończyła edukację w Butler University, otrzymując tytuły Bachelor of Science (BS) oraz Master of Science (MS).
W głosowaniu Kolegium Elektorów, które odbyło się 19 grudnia 2016, jej mąż Mike Richard Pence razem z Donaldem Trumpem wygrali ostatecznie z Hillary Clinton i Timem Kainem, kandydatami Partii Demokratycznej, obejmując  urząd odpowiednio wiceprezydenta i prezydenta Stanów Zjednoczonych. Ona sama, po zaprzysiężeniu męża, które miało miejsce 20 stycznia 2017, została drugą damą Stanów Zjednoczonych.

## Życie prywatne
Karen i Mike Pence'owie są małżeństwem od 1985. Mają troje dzieci: syna Michaela – podporucznika w United States Marine Corps oraz córki: Charlotte i Audrey.